# Duksy
Duksy (lit. Duksiai) − wieś na Litwie, w gminie rejonowej Soleczniki, 4 km na północny wschód od Kamionki, zamieszkana przez 17 ludzi. Przed II wojną światową w Polsce, w powiecie wileńsko-trockim województwa wileńskiego.